# Gideonmantellia amosanjuanae
La gideonmantellia (Gideonmantellia amosanjuanae) è un dinosauro erbivoro appartenente agli ornitopodi. Visse nel Cretaceo inferiore (Barremiano, circa 128 milioni di anni fa) e i suoi resti fossili sono stati ritrovati in Spagna.

## Descrizione
Questo animale doveva essere un ornitopode di piccole dimensioni, e non doveva superare i due metri di lunghezza. L'unico esemplare noto, tuttavia, apparteneva a un individuo giovanile che in vita doveva essere lungo più di un metro, ed è quindi puramente ipotetica la lunghezza di un esemplare adulto. Il fossile consiste di uno scheletro articolato parziale, privo di cranio ma comprendente ventitré vertebre del dorso, della regione sacrale e della coda, ventuno frammenti degli archi neurali, sei chevron, frammenti di costole, tendini ossificati, la pelvi sinistra ed entrambe le zampe posteriori. L'esemplare è parte della collezione del museo paleontologico di Galve ed esposto nella sala principale del municipio della città.
Gideonmantellia era di corporatura snella, dotato di lunghe zampe posteriori con tibia più lunga del femore e una lunga coda irrigidita. In generale, l'aspetto doveva essere molto simile a quello del ben noto Hypsilophodon. Tra le caratteristiche uniche di Gideonmantellia sono da ricordare la particolare forma del processo postacetabolare dell'ilio, il processo prepubico con la parte anteriore ritorta ed espansa, e il primo chevron a forma di L.

## Scoperta e classificazione
L'olotipo di Gideonmantellia (noto come MPG-PBCH) venne ritrovato in un deposito fluviale nella formazione Camarillas, risalente al Barremiano inferiore, nella zona di Galve, nella provincia di Teruel (Spagna).
Nel 1982, il paleontologo dilettante José María Herrero Marzo, insieme a suo figlio Jesús, scoprì i resti di un piccolo ornitopode. Nel 1987 furono descritti il femore sinistro e un ilio, provenienti da questo materiale, e vennero attribuiti al ben noto Hypsilophodon foxii. Nel 1995 divenne chiaro che i resti appartenevano a un taxon separato; nel 2001 venne pubblicata una descrizione più dettagliata e completa, e nel 2006 venne istituito il taxon Gideonmantellia amosanjuanae. Tuttavia, poiché il nome era apparso solo in una tesi non pubblicata, venne ritenuto non valido.
Fu solo nel 2012 che Gideonmantellia venne descritto ufficialmente: il nome generico è in onore di Gideon Mantell, il primo a descrivere i resti dell'affine Hypsilophodon, mentre l'epiteto specifico (amosanjuanae) è in onore di María Olga Amo Sanjuán, una paleontologa che studiò i resti della fauna cretacea di Galve.
Negli studi del 1995 e del 2001 Gideonmantellia venne attribuito alla famiglia degli ipsilofodontidi, che comprendeva numerosi piccoli ornitopodi dalle caratteristiche relativamente basali. Attualmente questa famiglia è considerata parafiletica e Gideonmantellia è stato attribuito genericamente agli ornitopodi, seppur in una posizione basale. Un'analisi filogenetica lo ha posto come più derivato rispetto al gruppo di taxa nordamericani noti come "zefirosauri" (Orodromeus, Oryctodromeus e Zephyrosaurus), al gruppo di taxa asiatici comprendenti Haya, Jeholosaurus e Changchunsaurus, nonché allo stesso Hypsilophodon.
Di seguito è rappresentata una classificazione basata sullo studio del 2012:
|  | Haya griva                                                                             |
|  |                                                                                        |
|  | \| \| Changchunsaurus parvus \| \| \| \| \| \| Jeholosaurus shangyuanensis \| \| \| \| |
|  |                                                                                        |
|  | Changchunsaurus parvus                                                                 |
|  |                                                                                        |
|  | Jeholosaurus shangyuanensis                                                            |
|  |                                                                                        |

|  | Changchunsaurus parvus      |
|  |                             |
|  | Jeholosaurus shangyuanensis |
|  |                             |

|  | Gasparinisaura cincosaltensis |
|  |                               |
|  | Parksosaurus warreni          |
|  |                               |

|  | Tenontosaurus tilletti |
|  |                        |
|  | Tenontosaurus dossi    |
|  |                        |

|  | Dryosauridae   |
|  |                |
|  | Ankylopollexia |
|  |                |

|  | Tenontosaurus tilletti |
|  |                        |
|  | Tenontosaurus dossi    |
|  |                        |

|  | Dryosauridae   |
|  |                |
|  | Ankylopollexia |
|  |                |

|  | Tenontosaurus tilletti |
|  |                        |
|  | Tenontosaurus dossi    |
|  |                        |

|  | Dryosauridae   |
|  |                |
|  | Ankylopollexia |
|  |                |

|  | Tenontosaurus tilletti |
|  |                        |
|  | Tenontosaurus dossi    |
|  |                        |

|  | Dryosauridae   |
|  |                |
|  | Ankylopollexia |
|  |                |

|  | Tenontosaurus tilletti |
|  |                        |
|  | Tenontosaurus dossi    |
|  |                        |

|  | Dryosauridae   |
|  |                |
|  | Ankylopollexia |
|  |                |

|  | Tenontosaurus tilletti |
|  |                        |
|  | Tenontosaurus dossi    |
|  |                        |

|  | Dryosauridae   |
|  |                |
|  | Ankylopollexia |
|  |                |

|  | Tenontosaurus tilletti |
|  |                        |
|  | Tenontosaurus dossi    |
|  |                        |

|  | Dryosauridae   |
|  |                |
|  | Ankylopollexia |
|  |                |

|  | Tenontosaurus tilletti |
|  |                        |
|  | Tenontosaurus dossi    |
|  |                        |

|  | Dryosauridae   |
|  |                |
|  | Ankylopollexia |
|  |                |

|  | Gasparinisaura cincosaltensis |
|  |                               |
|  | Parksosaurus warreni          |
|  |                               |

|  | Tenontosaurus tilletti |
|  |                        |
|  | Tenontosaurus dossi    |
|  |                        |

|  | Dryosauridae   |
|  |                |
|  | Ankylopollexia |
|  |                |

|  | Tenontosaurus tilletti |
|  |                        |
|  | Tenontosaurus dossi    |
|  |                        |

|  | Dryosauridae   |
|  |                |
|  | Ankylopollexia |
|  |                |

|  | Tenontosaurus tilletti |
|  |                        |
|  | Tenontosaurus dossi    |
|  |                        |

|  | Dryosauridae   |
|  |                |
|  | Ankylopollexia |
|  |                |

|  | Tenontosaurus tilletti |
|  |                        |
|  | Tenontosaurus dossi    |
|  |                        |

|  | Dryosauridae   |
|  |                |
|  | Ankylopollexia |
|  |                |

|  | Tenontosaurus tilletti |
|  |                        |
|  | Tenontosaurus dossi    |
|  |                        |

|  | Dryosauridae   |
|  |                |
|  | Ankylopollexia |
|  |                |

|  | Tenontosaurus tilletti |
|  |                        |
|  | Tenontosaurus dossi    |
|  |                        |

|  | Dryosauridae   |
|  |                |
|  | Ankylopollexia |
|  |                |

|  | Tenontosaurus tilletti |
|  |                        |
|  | Tenontosaurus dossi    |
|  |                        |

|  | Dryosauridae   |
|  |                |
|  | Ankylopollexia |
|  |                |

|  | Tenontosaurus tilletti |
|  |                        |
|  | Tenontosaurus dossi    |
|  |                        |

|  | Dryosauridae   |
|  |                |
|  | Ankylopollexia |
|  |                |

|  | Gasparinisaura cincosaltensis |
|  |                               |
|  | Parksosaurus warreni          |
|  |                               |

|  | Tenontosaurus tilletti |
|  |                        |
|  | Tenontosaurus dossi    |
|  |                        |

|  | Dryosauridae   |
|  |                |
|  | Ankylopollexia |
|  |                |

|  | Tenontosaurus tilletti |
|  |                        |
|  | Tenontosaurus dossi    |
|  |                        |

|  | Dryosauridae   |
|  |                |
|  | Ankylopollexia |
|  |                |

|  | Tenontosaurus tilletti |
|  |                        |
|  | Tenontosaurus dossi    |
|  |                        |

|  | Dryosauridae   |
|  |                |
|  | Ankylopollexia |
|  |                |

|  | Tenontosaurus tilletti |
|  |                        |
|  | Tenontosaurus dossi    |
|  |                        |

|  | Dryosauridae   |
|  |                |
|  | Ankylopollexia |
|  |                |

|  | Tenontosaurus tilletti |
|  |                        |
|  | Tenontosaurus dossi    |
|  |                        |

|  | Dryosauridae   |
|  |                |
|  | Ankylopollexia |
|  |                |

|  | Tenontosaurus tilletti |
|  |                        |
|  | Tenontosaurus dossi    |
|  |                        |

|  | Dryosauridae   |
|  |                |
|  | Ankylopollexia |
|  |                |

|  | Tenontosaurus tilletti |
|  |                        |
|  | Tenontosaurus dossi    |
|  |                        |

|  | Dryosauridae   |
|  |                |
|  | Ankylopollexia |
|  |                |

|  | Tenontosaurus tilletti |
|  |                        |
|  | Tenontosaurus dossi    |
|  |                        |

|  | Dryosauridae   |
|  |                |
|  | Ankylopollexia |
|  |                |

|  | Gasparinisaura cincosaltensis |
|  |                               |
|  | Parksosaurus warreni          |
|  |                               |

|  | Tenontosaurus tilletti |
|  |                        |
|  | Tenontosaurus dossi    |
|  |                        |

|  | Dryosauridae   |
|  |                |
|  | Ankylopollexia |
|  |                |

|  | Tenontosaurus tilletti |
|  |                        |
|  | Tenontosaurus dossi    |
|  |                        |

|  | Dryosauridae   |
|  |                |
|  | Ankylopollexia |
|  |                |

|  | Tenontosaurus tilletti |
|  |                        |
|  | Tenontosaurus dossi    |
|  |                        |

|  | Dryosauridae   |
|  |                |
|  | Ankylopollexia |
|  |                |

|  | Tenontosaurus tilletti |
|  |                        |
|  | Tenontosaurus dossi    |
|  |                        |

|  | Dryosauridae   |
|  |                |
|  | Ankylopollexia |
|  |                |

|  | Tenontosaurus tilletti |
|  |                        |
|  | Tenontosaurus dossi    |
|  |                        |

|  | Dryosauridae   |
|  |                |
|  | Ankylopollexia |
|  |                |

|  | Tenontosaurus tilletti |
|  |                        |
|  | Tenontosaurus dossi    |
|  |                        |

|  | Dryosauridae   |
|  |                |
|  | Ankylopollexia |
|  |                |

|  | Tenontosaurus tilletti |
|  |                        |
|  | Tenontosaurus dossi    |
|  |                        |

|  | Dryosauridae   |
|  |                |
|  | Ankylopollexia |
|  |                |

|  | Tenontosaurus tilletti |
|  |                        |
|  | Tenontosaurus dossi    |
|  |                        |

|  | Dryosauridae   |
|  |                |
|  | Ankylopollexia |
|  |                |

|  | Haya griva                                                                             |
|  |                                                                                        |
|  | \| \| Changchunsaurus parvus \| \| \| \| \| \| Jeholosaurus shangyuanensis \| \| \| \| |
|  |                                                                                        |
|  | Changchunsaurus parvus                                                                 |
|  |                                                                                        |
|  | Jeholosaurus shangyuanensis                                                            |
|  |                                                                                        |

|  | Changchunsaurus parvus      |
|  |                             |
|  | Jeholosaurus shangyuanensis |
|  |                             |

|  | Gasparinisaura cincosaltensis |
|  |                               |
|  | Parksosaurus warreni          |
|  |                               |

|  | Tenontosaurus tilletti |
|  |                        |
|  | Tenontosaurus dossi    |
|  |                        |

|  | Dryosauridae   |
|  |                |
|  | Ankylopollexia |
|  |                |

|  | Tenontosaurus tilletti |
|  |                        |
|  | Tenontosaurus dossi    |
|  |                        |

|  | Dryosauridae   |
|  |                |
|  | Ankylopollexia |
|  |                |

|  | Tenontosaurus tilletti |
|  |                        |
|  | Tenontosaurus dossi    |
|  |                        |

|  | Dryosauridae   |
|  |                |
|  | Ankylopollexia |
|  |                |

|  | Tenontosaurus tilletti |
|  |                        |
|  | Tenontosaurus dossi    |
|  |                        |

|  | Dryosauridae   |
|  |                |
|  | Ankylopollexia |
|  |                |

|  | Tenontosaurus tilletti |
|  |                        |
|  | Tenontosaurus dossi    |
|  |                        |

|  | Dryosauridae   |
|  |                |
|  | Ankylopollexia |
|  |                |

|  | Tenontosaurus tilletti |
|  |                        |
|  | Tenontosaurus dossi    |
|  |                        |

|  | Dryosauridae   |
|  |                |
|  | Ankylopollexia |
|  |                |

|  | Tenontosaurus tilletti |
|  |                        |
|  | Tenontosaurus dossi    |
|  |                        |

|  | Dryosauridae   |
|  |                |
|  | Ankylopollexia |
|  |                |

|  | Tenontosaurus tilletti |
|  |                        |
|  | Tenontosaurus dossi    |
|  |                        |

|  | Dryosauridae   |
|  |                |
|  | Ankylopollexia |
|  |                |

|  | Gasparinisaura cincosaltensis |
|  |                               |
|  | Parksosaurus warreni          |
|  |                               |

|  | Tenontosaurus tilletti |
|  |                        |
|  | Tenontosaurus dossi    |
|  |                        |

|  | Dryosauridae   |
|  |                |
|  | Ankylopollexia |
|  |                |

|  | Tenontosaurus tilletti |
|  |                        |
|  | Tenontosaurus dossi    |
|  |                        |

|  | Dryosauridae   |
|  |                |
|  | Ankylopollexia |
|  |                |

|  | Tenontosaurus tilletti |
|  |                        |
|  | Tenontosaurus dossi    |
|  |                        |

|  | Dryosauridae   |
|  |                |
|  | Ankylopollexia |
|  |                |

|  | Tenontosaurus tilletti |
|  |                        |
|  | Tenontosaurus dossi    |
|  |                        |

|  | Dryosauridae   |
|  |                |
|  | Ankylopollexia |
|  |                |

|  | Tenontosaurus tilletti |
|  |                        |
|  | Tenontosaurus dossi    |
|  |                        |

|  | Dryosauridae   |
|  |                |
|  | Ankylopollexia |
|  |                |

|  | Tenontosaurus tilletti |
|  |                        |
|  | Tenontosaurus dossi    |
|  |                        |

|  | Dryosauridae   |
|  |                |
|  | Ankylopollexia |
|  |                |

|  | Tenontosaurus tilletti |
|  |                        |
|  | Tenontosaurus dossi    |
|  |                        |

|  | Dryosauridae   |
|  |                |
|  | Ankylopollexia |
|  |                |

|  | Tenontosaurus tilletti |
|  |                        |
|  | Tenontosaurus dossi    |
|  |                        |

|  | Dryosauridae   |
|  |                |
|  | Ankylopollexia |
|  |                |

|  | Gasparinisaura cincosaltensis |
|  |                               |
|  | Parksosaurus warreni          |
|  |                               |

|  | Tenontosaurus tilletti |
|  |                        |
|  | Tenontosaurus dossi    |
|  |                        |

|  | Dryosauridae   |
|  |                |
|  | Ankylopollexia |
|  |                |

|  | Tenontosaurus tilletti |
|  |                        |
|  | Tenontosaurus dossi    |
|  |                        |

|  | Dryosauridae   |
|  |                |
|  | Ankylopollexia |
|  |                |

|  | Tenontosaurus tilletti |
|  |                        |
|  | Tenontosaurus dossi    |
|  |                        |

|  | Dryosauridae   |
|  |                |
|  | Ankylopollexia |
|  |                |

|  | Tenontosaurus tilletti |
|  |                        |
|  | Tenontosaurus dossi    |
|  |                        |

|  | Dryosauridae   |
|  |                |
|  | Ankylopollexia |
|  |                |

|  | Tenontosaurus tilletti |
|  |                        |
|  | Tenontosaurus dossi    |
|  |                        |

|  | Dryosauridae   |
|  |                |
|  | Ankylopollexia |
|  |                |

|  | Tenontosaurus tilletti |
|  |                        |
|  | Tenontosaurus dossi    |
|  |                        |

|  | Dryosauridae   |
|  |                |
|  | Ankylopollexia |
|  |                |

|  | Tenontosaurus tilletti |
|  |                        |
|  | Tenontosaurus dossi    |
|  |                        |

|  | Dryosauridae   |
|  |                |
|  | Ankylopollexia |
|  |                |

|  | Tenontosaurus tilletti |
|  |                        |
|  | Tenontosaurus dossi    |
|  |                        |

|  | Dryosauridae   |
|  |                |
|  | Ankylopollexia |
|  |                |

|  | Gasparinisaura cincosaltensis |
|  |                               |
|  | Parksosaurus warreni          |
|  |                               |

|  | Tenontosaurus tilletti |
|  |                        |
|  | Tenontosaurus dossi    |
|  |                        |

|  | Dryosauridae   |
|  |                |
|  | Ankylopollexia |
|  |                |

|  | Tenontosaurus tilletti |
|  |                        |
|  | Tenontosaurus dossi    |
|  |                        |

|  | Dryosauridae   |
|  |                |
|  | Ankylopollexia |
|  |                |

|  | Tenontosaurus tilletti |
|  |                        |
|  | Tenontosaurus dossi    |
|  |                        |

|  | Dryosauridae   |
|  |                |
|  | Ankylopollexia |
|  |                |

|  | Tenontosaurus tilletti |
|  |                        |
|  | Tenontosaurus dossi    |
|  |                        |

|  | Dryosauridae   |
|  |                |
|  | Ankylopollexia |
|  |                |

|  | Tenontosaurus tilletti |
|  |                        |
|  | Tenontosaurus dossi    |
|  |                        |

|  | Dryosauridae   |
|  |                |
|  | Ankylopollexia |
|  |                |

|  | Tenontosaurus tilletti |
|  |                        |
|  | Tenontosaurus dossi    |
|  |                        |

|  | Dryosauridae   |
|  |                |
|  | Ankylopollexia |
|  |                |

|  | Tenontosaurus tilletti |
|  |                        |
|  | Tenontosaurus dossi    |
|  |                        |

|  | Dryosauridae   |
|  |                |
|  | Ankylopollexia |
|  |                |

|  | Tenontosaurus tilletti |
|  |                        |
|  | Tenontosaurus dossi    |
|  |                        |

|  | Dryosauridae   |
|  |                |
|  | Ankylopollexia |
|  |                |

|  | Haya griva                                                                             |
|  |                                                                                        |
|  | \| \| Changchunsaurus parvus \| \| \| \| \| \| Jeholosaurus shangyuanensis \| \| \| \| |
|  |                                                                                        |
|  | Changchunsaurus parvus                                                                 |
|  |                                                                                        |
|  | Jeholosaurus shangyuanensis                                                            |
|  |                                                                                        |

|  | Changchunsaurus parvus      |
|  |                             |
|  | Jeholosaurus shangyuanensis |
|  |                             |

|  | Gasparinisaura cincosaltensis |
|  |                               |
|  | Parksosaurus warreni          |
|  |                               |

|  | Tenontosaurus tilletti |
|  |                        |
|  | Tenontosaurus dossi    |
|  |                        |

|  | Dryosauridae   |
|  |                |
|  | Ankylopollexia |
|  |                |

|  | Tenontosaurus tilletti |
|  |                        |
|  | Tenontosaurus dossi    |
|  |                        |

|  | Dryosauridae   |
|  |                |
|  | Ankylopollexia |
|  |                |

|  | Tenontosaurus tilletti |
|  |                        |
|  | Tenontosaurus dossi    |
|  |                        |

|  | Dryosauridae   |
|  |                |
|  | Ankylopollexia |
|  |                |

|  | Tenontosaurus tilletti |
|  |                        |
|  | Tenontosaurus dossi    |
|  |                        |

|  | Dryosauridae   |
|  |                |
|  | Ankylopollexia |
|  |                |

|  | Tenontosaurus tilletti |
|  |                        |
|  | Tenontosaurus dossi    |
|  |                        |

|  | Dryosauridae   |
|  |                |
|  | Ankylopollexia |
|  |                |

|  | Tenontosaurus tilletti |
|  |                        |
|  | Tenontosaurus dossi    |
|  |                        |

|  | Dryosauridae   |
|  |                |
|  | Ankylopollexia |
|  |                |

|  | Tenontosaurus tilletti |
|  |                        |
|  | Tenontosaurus dossi    |
|  |                        |

|  | Dryosauridae   |
|  |                |
|  | Ankylopollexia |
|  |                |

|  | Tenontosaurus tilletti |
|  |                        |
|  | Tenontosaurus dossi    |
|  |                        |

|  | Dryosauridae   |
|  |                |
|  | Ankylopollexia |
|  |                |

|  | Gasparinisaura cincosaltensis |
|  |                               |
|  | Parksosaurus warreni          |
|  |                               |

|  | Tenontosaurus tilletti |
|  |                        |
|  | Tenontosaurus dossi    |
|  |                        |

|  | Dryosauridae   |
|  |                |
|  | Ankylopollexia |
|  |                |

|  | Tenontosaurus tilletti |
|  |                        |
|  | Tenontosaurus dossi    |
|  |                        |

|  | Dryosauridae   |
|  |                |
|  | Ankylopollexia |
|  |                |

|  | Tenontosaurus tilletti |
|  |                        |
|  | Tenontosaurus dossi    |
|  |                        |

|  | Dryosauridae   |
|  |                |
|  | Ankylopollexia |
|  |                |

|  | Tenontosaurus tilletti |
|  |                        |
|  | Tenontosaurus dossi    |
|  |                        |

|  | Dryosauridae   |
|  |                |
|  | Ankylopollexia |
|  |                |

|  | Tenontosaurus tilletti |
|  |                        |
|  | Tenontosaurus dossi    |
|  |                        |

|  | Dryosauridae   |
|  |                |
|  | Ankylopollexia |
|  |                |

|  | Tenontosaurus tilletti |
|  |                        |
|  | Tenontosaurus dossi    |
|  |                        |

|  | Dryosauridae   |
|  |                |
|  | Ankylopollexia |
|  |                |

|  | Tenontosaurus tilletti |
|  |                        |
|  | Tenontosaurus dossi    |
|  |                        |

|  | Dryosauridae   |
|  |                |
|  | Ankylopollexia |
|  |                |

|  | Tenontosaurus tilletti |
|  |                        |
|  | Tenontosaurus dossi    |
|  |                        |

|  | Dryosauridae   |
|  |                |
|  | Ankylopollexia |
|  |                |

|  | Gasparinisaura cincosaltensis |
|  |                               |
|  | Parksosaurus warreni          |
|  |                               |

|  | Tenontosaurus tilletti |
|  |                        |
|  | Tenontosaurus dossi    |
|  |                        |

|  | Dryosauridae   |
|  |                |
|  | Ankylopollexia |
|  |                |

|  | Tenontosaurus tilletti |
|  |                        |
|  | Tenontosaurus dossi    |
|  |                        |

|  | Dryosauridae   |
|  |                |
|  | Ankylopollexia |
|  |                |

|  | Tenontosaurus tilletti |
|  |                        |
|  | Tenontosaurus dossi    |
|  |                        |

|  | Dryosauridae   |
|  |                |
|  | Ankylopollexia |
|  |                |

|  | Tenontosaurus tilletti |
|  |                        |
|  | Tenontosaurus dossi    |
|  |                        |

|  | Dryosauridae   |
|  |                |
|  | Ankylopollexia |
|  |                |

|  | Tenontosaurus tilletti |
|  |                        |
|  | Tenontosaurus dossi    |
|  |                        |

|  | Dryosauridae   |
|  |                |
|  | Ankylopollexia |
|  |                |

|  | Tenontosaurus tilletti |
|  |                        |
|  | Tenontosaurus dossi    |
|  |                        |

|  | Dryosauridae   |
|  |                |
|  | Ankylopollexia |
|  |                |

|  | Tenontosaurus tilletti |
|  |                        |
|  | Tenontosaurus dossi    |
|  |                        |

|  | Dryosauridae   |
|  |                |
|  | Ankylopollexia |
|  |                |

|  | Tenontosaurus tilletti |
|  |                        |
|  | Tenontosaurus dossi    |
|  |                        |

|  | Dryosauridae   |
|  |                |
|  | Ankylopollexia |
|  |                |

|  | Gasparinisaura cincosaltensis |
|  |                               |
|  | Parksosaurus warreni          |
|  |                               |

|  | Tenontosaurus tilletti |
|  |                        |
|  | Tenontosaurus dossi    |
|  |                        |

|  | Dryosauridae   |
|  |                |
|  | Ankylopollexia |
|  |                |

|  | Tenontosaurus tilletti |
|  |                        |
|  | Tenontosaurus dossi    |
|  |                        |

|  | Dryosauridae   |
|  |                |
|  | Ankylopollexia |
|  |                |

|  | Tenontosaurus tilletti |
|  |                        |
|  | Tenontosaurus dossi    |
|  |                        |

|  | Dryosauridae   |
|  |                |
|  | Ankylopollexia |
|  |                |

|  | Tenontosaurus tilletti |
|  |                        |
|  | Tenontosaurus dossi    |
|  |                        |

|  | Dryosauridae   |
|  |                |
|  | Ankylopollexia |
|  |                |

|  | Tenontosaurus tilletti |
|  |                        |
|  | Tenontosaurus dossi    |
|  |                        |

|  | Dryosauridae   |
|  |                |
|  | Ankylopollexia |
|  |                |

|  | Tenontosaurus tilletti |
|  |                        |
|  | Tenontosaurus dossi    |
|  |                        |

|  | Dryosauridae   |
|  |                |
|  | Ankylopollexia |
|  |                |

|  | Tenontosaurus tilletti |
|  |                        |
|  | Tenontosaurus dossi    |
|  |                        |

|  | Dryosauridae   |
|  |                |
|  | Ankylopollexia |
|  |                |

|  | Tenontosaurus tilletti |
|  |                        |
|  | Tenontosaurus dossi    |
|  |                        |

|  | Dryosauridae   |
|  |                |
|  | Ankylopollexia |
|  |                |

|  | Haya griva                                                                             |
|  |                                                                                        |
|  | \| \| Changchunsaurus parvus \| \| \| \| \| \| Jeholosaurus shangyuanensis \| \| \| \| |
|  |                                                                                        |
|  | Changchunsaurus parvus                                                                 |
|  |                                                                                        |
|  | Jeholosaurus shangyuanensis                                                            |
|  |                                                                                        |

|  | Changchunsaurus parvus      |
|  |                             |
|  | Jeholosaurus shangyuanensis |
|  |                             |

|  | Gasparinisaura cincosaltensis |
|  |                               |
|  | Parksosaurus warreni          |
|  |                               |

|  | Tenontosaurus tilletti |
|  |                        |
|  | Tenontosaurus dossi    |
|  |                        |

|  | Dryosauridae   |
|  |                |
|  | Ankylopollexia |
|  |                |

|  | Tenontosaurus tilletti |
|  |                        |
|  | Tenontosaurus dossi    |
|  |                        |

|  | Dryosauridae   |
|  |                |
|  | Ankylopollexia |
|  |                |

|  | Tenontosaurus tilletti |
|  |                        |
|  | Tenontosaurus dossi    |
|  |                        |

|  | Dryosauridae   |
|  |                |
|  | Ankylopollexia |
|  |                |

|  | Tenontosaurus tilletti |
|  |                        |
|  | Tenontosaurus dossi    |
|  |                        |

|  | Dryosauridae   |
|  |                |
|  | Ankylopollexia |
|  |                |

|  | Tenontosaurus tilletti |
|  |                        |
|  | Tenontosaurus dossi    |
|  |                        |

|  | Dryosauridae   |
|  |                |
|  | Ankylopollexia |
|  |                |

|  | Tenontosaurus tilletti |
|  |                        |
|  | Tenontosaurus dossi    |
|  |                        |

|  | Dryosauridae   |
|  |                |
|  | Ankylopollexia |
|  |                |

|  | Tenontosaurus tilletti |
|  |                        |
|  | Tenontosaurus dossi    |
|  |                        |

|  | Dryosauridae   |
|  |                |
|  | Ankylopollexia |
|  |                |

|  | Tenontosaurus tilletti |
|  |                        |
|  | Tenontosaurus dossi    |
|  |                        |

|  | Dryosauridae   |
|  |                |
|  | Ankylopollexia |
|  |                |

|  | Gasparinisaura cincosaltensis |
|  |                               |
|  | Parksosaurus warreni          |
|  |                               |

|  | Tenontosaurus tilletti |
|  |                        |
|  | Tenontosaurus dossi    |
|  |                        |

|  | Dryosauridae   |
|  |                |
|  | Ankylopollexia |
|  |                |

|  | Tenontosaurus tilletti |
|  |                        |
|  | Tenontosaurus dossi    |
|  |                        |

|  | Dryosauridae   |
|  |                |
|  | Ankylopollexia |
|  |                |

|  | Tenontosaurus tilletti |
|  |                        |
|  | Tenontosaurus dossi    |
|  |                        |

|  | Dryosauridae   |
|  |                |
|  | Ankylopollexia |
|  |                |

|  | Tenontosaurus tilletti |
|  |                        |
|  | Tenontosaurus dossi    |
|  |                        |

|  | Dryosauridae   |
|  |                |
|  | Ankylopollexia |
|  |                |

|  | Tenontosaurus tilletti |
|  |                        |
|  | Tenontosaurus dossi    |
|  |                        |

|  | Dryosauridae   |
|  |                |
|  | Ankylopollexia |
|  |                |

|  | Tenontosaurus tilletti |
|  |                        |
|  | Tenontosaurus dossi    |
|  |                        |

|  | Dryosauridae   |
|  |                |
|  | Ankylopollexia |
|  |                |

|  | Tenontosaurus tilletti |
|  |                        |
|  | Tenontosaurus dossi    |
|  |                        |

|  | Dryosauridae   |
|  |                |
|  | Ankylopollexia |
|  |                |

|  | Tenontosaurus tilletti |
|  |                        |
|  | Tenontosaurus dossi    |
|  |                        |

|  | Dryosauridae   |
|  |                |
|  | Ankylopollexia |
|  |                |

|  | Gasparinisaura cincosaltensis |
|  |                               |
|  | Parksosaurus warreni          |
|  |                               |

|  | Tenontosaurus tilletti |
|  |                        |
|  | Tenontosaurus dossi    |
|  |                        |

|  | Dryosauridae   |
|  |                |
|  | Ankylopollexia |
|  |                |

|  | Tenontosaurus tilletti |
|  |                        |
|  | Tenontosaurus dossi    |
|  |                        |

|  | Dryosauridae   |
|  |                |
|  | Ankylopollexia |
|  |                |

|  | Tenontosaurus tilletti |
|  |                        |
|  | Tenontosaurus dossi    |
|  |                        |

|  | Dryosauridae   |
|  |                |
|  | Ankylopollexia |
|  |                |

|  | Tenontosaurus tilletti |
|  |                        |
|  | Tenontosaurus dossi    |
|  |                        |

|  | Dryosauridae   |
|  |                |
|  | Ankylopollexia |
|  |                |

|  | Tenontosaurus tilletti |
|  |                        |
|  | Tenontosaurus dossi    |
|  |                        |

|  | Dryosauridae   |
|  |                |
|  | Ankylopollexia |
|  |                |

|  | Tenontosaurus tilletti |
|  |                        |
|  | Tenontosaurus dossi    |
|  |                        |

|  | Dryosauridae   |
|  |                |
|  | Ankylopollexia |
|  |                |

|  | Tenontosaurus tilletti |
|  |                        |
|  | Tenontosaurus dossi    |
|  |                        |

|  | Dryosauridae   |
|  |                |
|  | Ankylopollexia |
|  |                |

|  | Tenontosaurus tilletti |
|  |                        |
|  | Tenontosaurus dossi    |
|  |                        |

|  | Dryosauridae   |
|  |                |
|  | Ankylopollexia |
|  |                |

|  | Gasparinisaura cincosaltensis |
|  |                               |
|  | Parksosaurus warreni          |
|  |                               |

|  | Tenontosaurus tilletti |
|  |                        |
|  | Tenontosaurus dossi    |
|  |                        |

|  | Dryosauridae   |
|  |                |
|  | Ankylopollexia |
|  |                |

|  | Tenontosaurus tilletti |
|  |                        |
|  | Tenontosaurus dossi    |
|  |                        |

|  | Dryosauridae   |
|  |                |
|  | Ankylopollexia |
|  |                |

|  | Tenontosaurus tilletti |
|  |                        |
|  | Tenontosaurus dossi    |
|  |                        |

|  | Dryosauridae   |
|  |                |
|  | Ankylopollexia |
|  |                |

|  | Tenontosaurus tilletti |
|  |                        |
|  | Tenontosaurus dossi    |
|  |                        |

|  | Dryosauridae   |
|  |                |
|  | Ankylopollexia |
|  |                |

|  | Tenontosaurus tilletti |
|  |                        |
|  | Tenontosaurus dossi    |
|  |                        |

|  | Dryosauridae   |
|  |                |
|  | Ankylopollexia |
|  |                |

|  | Tenontosaurus tilletti |
|  |                        |
|  | Tenontosaurus dossi    |
|  |                        |

|  | Dryosauridae   |
|  |                |
|  | Ankylopollexia |
|  |                |

|  | Tenontosaurus tilletti |
|  |                        |
|  | Tenontosaurus dossi    |
|  |                        |

|  | Dryosauridae   |
|  |                |
|  | Ankylopollexia |
|  |                |

|  | Tenontosaurus tilletti |
|  |                        |
|  | Tenontosaurus dossi    |
|  |                        |

|  | Dryosauridae   |
|  |                |
|  | Ankylopollexia |
|  |                |